# Estadi Azteca
L'Estadi Azteca (en castellà, Estadio Azteca), també conegut amb el sobrenom d'«El Coloso de Santa Úrsula» per les seves dimensions, és un estadi de futbol situat a Ciutat de Mèxic, a Mèxic.
Va ser inaugurat el 29 de maig de 1966. Té una capacitat màxima de 87.000 espectadors, de manera que és un dels estadis amb més aforament del món, tot i que originalment va arribar a ser de 114.600. Pertany al grup Televisa i al llarg de la seva història ha estat el camp de diversos clubs, Cruz Azul (1971-1996), Necaxa (1966-71 i 1982-2003), Atlante (1966-83, 1996-2001 i 2004-2007) i Atlético Español (1971-1982). En l'actualitat és el Club América qui hi disputa els partits com a local, a més el Cruz Azul tornà a ser local en aquest estadi des de l'estiu de 2018.

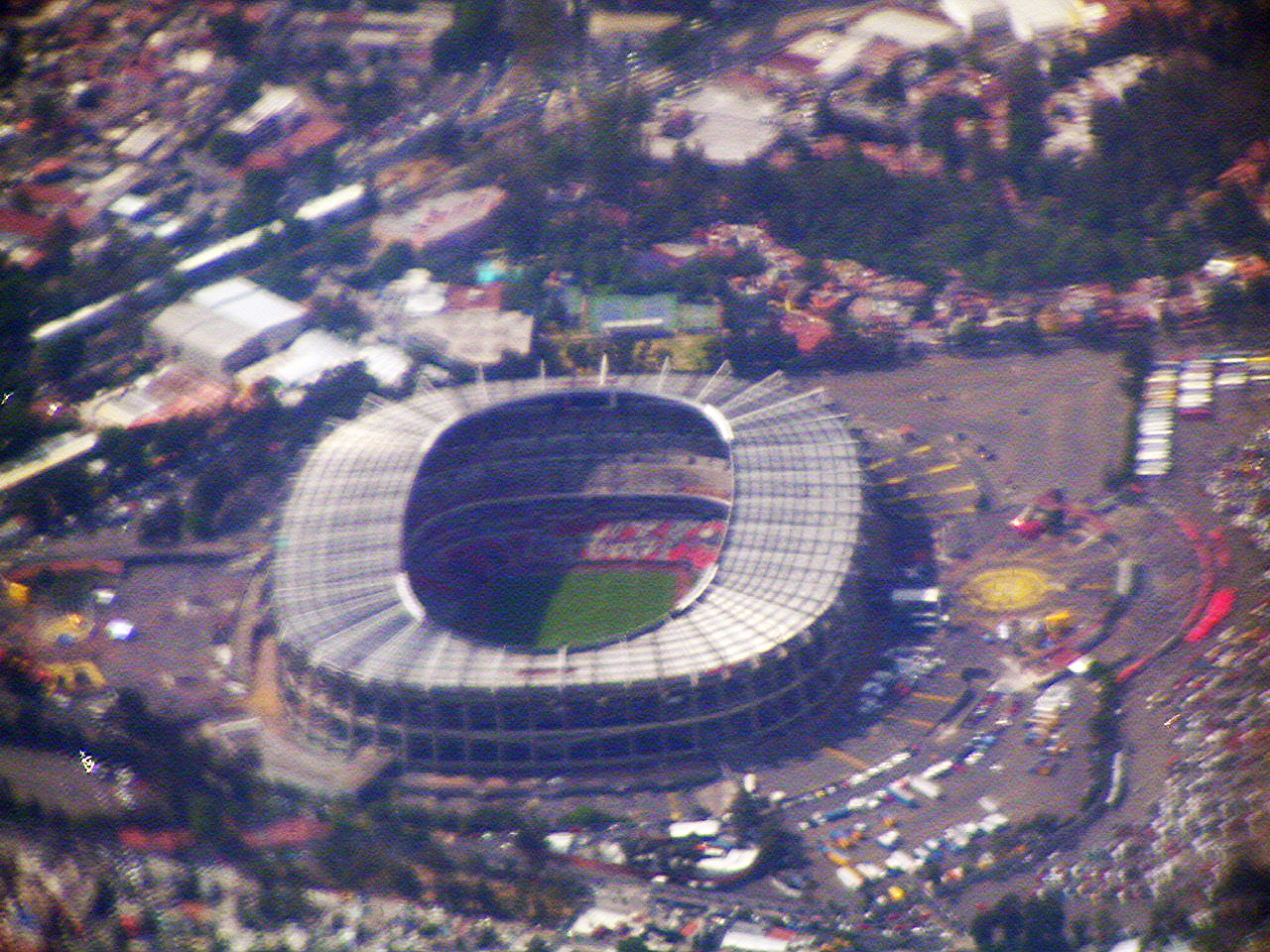
Imatge aèria de l'estadi

Fou dissenyat pels arquitectes Pedro Ramírez Vázquez i Rafael Mijares Alzérrega i construït l'any 1962 amb motiu de la Copa del món de futbol de 1970 amb un cost aproximat de 260.000.000 de pesos mexicans.
Fins al moment l'Estadi Azteca és l'únic estadi que ha albergat dues finals de la Copa del Món de futbol. A més també ha estat l'escenari d'esdeveniments històrics com el de l'anomenat partit del segle per la FIFA en les semifinals del mundial del 1970 entre Alemanya i Itàlia, el "Gol del Segle" marcat per Diego Armando Maradona i el de "La mà de Déu" fet també per ell mateix en aquell partit.